# Semiothisa arubrescens
Semiothisa arubrescens là một loài bướm đêm trong họ Geometridae.